# Oskar Hug
Oskar A. Hug (* 13. Mai 1886 in Kreuzlingen; † 8. August 1968) war ein Schweizer Arzt, Alpinist, Autor und Pionier des Skibergsteigens.

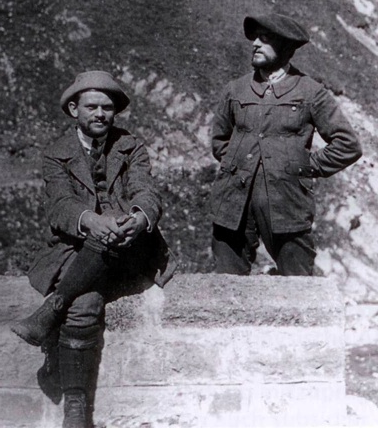
Oskar Hug (links) und Casimir de Rham 1910 im Kaukasus

## Leben
Oskar Hug wuchs in Kreuzlingen am Bodensee auf, besuchte Internate in Schwyz und Luzern und begann 1906 mit dem Studium der Medizin in Lausanne. In Luzern und später in Zürich eröffnete er eine Praxis für orthopädische Chirurgie, Sportverletzungen und Neurochirurgie. Im Ersten Weltkrieg war er Rotkreuz-Feldarzt an der serbischen Front (September 1914 bis April 1915) in Valjevo und Pirot.
Im 1903 gegründeten Skiclub Luzern lernte er Skifahren in einem Kurs der norwegischen Skipioniere Leif Berg und Thorleif Björnstad. 1908 gewann er bei den französischen Skimeisterschaften den Sprunglauf und wurde zweiter im Langlauf. Weitere Auszeichnungen folgten, doch widmete er sich vor allem dem alpinen Skilauf und dem Bergsteigen. Über seine Bergtouren, darunter 50 Erstbesteigungen und Neutouren, schrieb er eine grosse Zahl von Berichten in der alpinen Presse. Als Mitarbeiter am Hochgebirgsführer durch die Berner Alpen des Schweizer Alpen-Clubs erstellte er u. a. genaue Routenskizzen.
Im Sommer 1910 unternahm er mit Casimir de Rham eine Expedition in den Kaukasus, in deren Verkauf den beiden mehrere Erstbesteigungen gelangen, u. a. Dolra Tau (3849 m), Nakra Tau (4277 m), Maseri-Tau Ostgipfel (um 3900 m), Schcheldü Nordwestgipfel (4229 m). Dazu die erste Überschreitung des Elbrus über Ostgipfel (5533 m) und Westgipfel (5623 m).
Oskar Hug war Mitglied der Sektion Pilatus des Schweizer Alpen-Clubs, des West-Alpen-Club, des britischen Alpine Club, der Groupe de Haute Montagne, des Akademischen Alpenclubs Bern und Ehrenmitglied des Schweizerischen Akademischen Skiclubs.

## Erstbesteigungen (Auswahl)
- 1910 Elbrus Überschreitung
- 1919 Salbitschijen Südwestwand, Hug-Kurz-Route. Mit Marcel Kurz und Giacomo Bertolini
- 1920, 13. Juni Tödi Nordostwand durchs Röticouloir. Mit Hans Lauper, H. Rüfenacht, Th. Weidmann und J. Wälti
- 1922 Ebnefluh Nordwestgrat. Mit Hans Lauper
- 1935, 8. Juli Schreckhorn Westwand. Mit Werner Weckert, Walter Rickenbach und A. Simmen